# Jack London (Leichtathlet)
John Edward „Jack“ London (* 13. Januar 1905 in  Georgetown, Britisch-Guayana, heute Guyana; † 2. Mai 1966 in London) war ein britischer Leichtathlet, der in den späten 1920er Jahren als Sprinter erfolgreich war. Er gewann bei den VIII. Olympischen Spielen 1928 in Amsterdam zwei Medaillen:
- Silber über 100 Meter in 10,9 s hinter dem Kanadier Percy Williams (Gold in 10,8 s) und vor Georg Lammers (Bronze in ebenfalls 10,9 s)
- Bronze über 4-mal 100 Meter (London als Schlussläufer) in 41,8 s hinter den USA (Gold in 41,0 s) und Deutschland (Silber in 41,2 s)

Im darauffolgenden Jahr (1929) gewann er die AAA-Meisterschaft über 100 Yards in 10,0 s. Weitere Leistungen von Jack London sind nicht belegt.